# Panzoult
Panzoult é uma comuna francesa na região administrativa do Centro, no departamento Indre-et-Loire. Estende-se por uma área de 34,44 km². Em 2010 a comuna tinha 609 habitantes (densidade: 17,7 hab./km²).